# Escuela Normal de Zamora

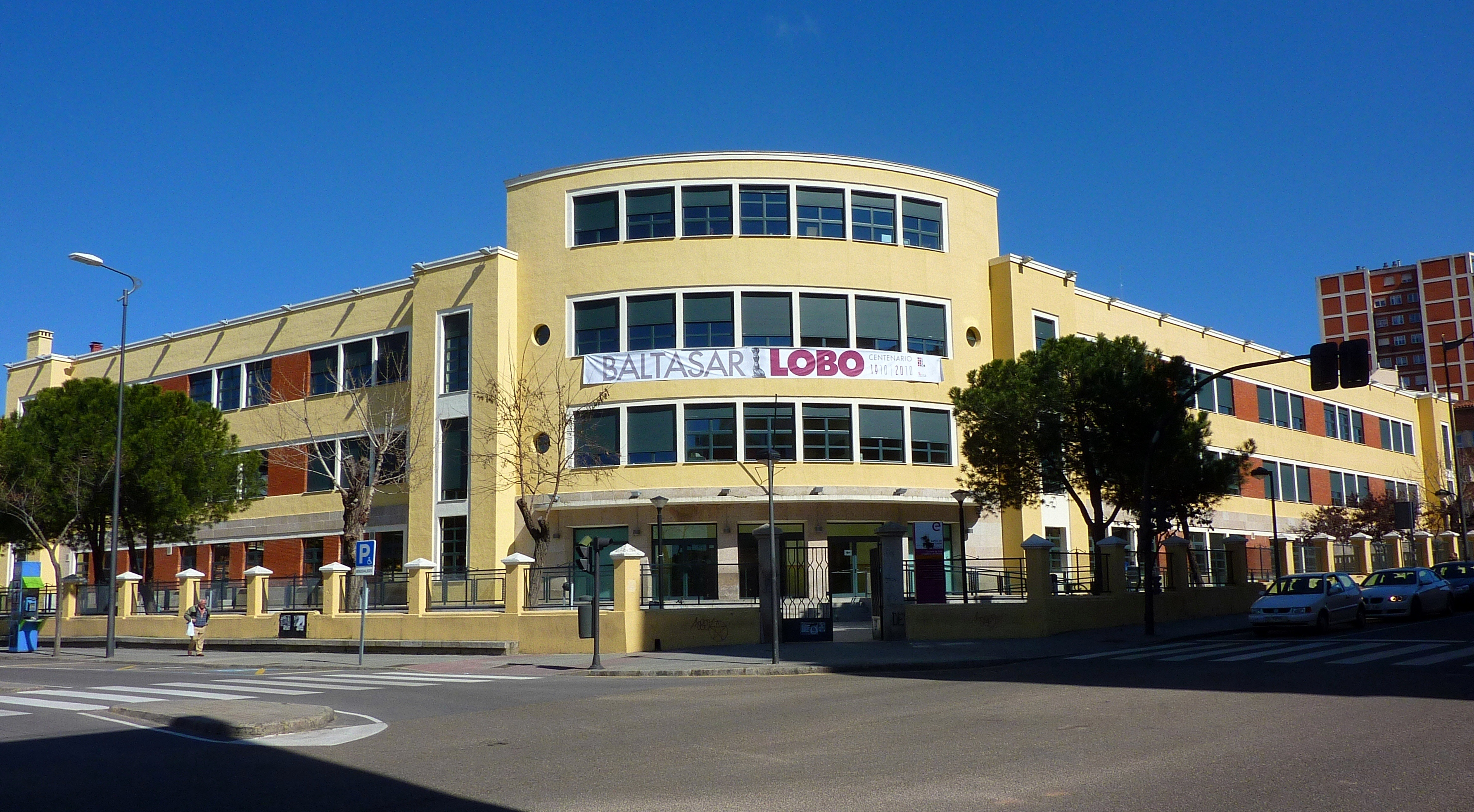
Edificio de las Escuelas Normales, funcionando a partir de 1950. La autoría de este edificio se disputa entre el arquitecto madrileño Antonio García Sánchez-Blanco residente en Zamora, y el arquitecto escolar Joaquín Muro Antón. En la actualidad es la Escuela de Arte y Superior de Diseño de Zamora.

La Escuela Normal de Zamora (denominado también como Escuelas Normales de Magisterio) fue una institución educativa cuya sede se encontraba ubicada en la ciudad de Zamora (España) a finales del siglo XIX durante el reinado de Isabel II. Su vigencia estuvo presente hasta la entrada en vigor de la Ley General de Educación de 1970. El objetivo de las escuelas normales era el de formar los maestros que habrían de proporcionar instrucción a la población en general. 

## Historia
Instituciones dedicadas a la selección de maestros dedicados a la enseñanza de la población en España ya existían con anterioridad al siglo XIX. En 1821 se establece la necesidad de unas pruebas clasificatorias para desempeñar el oficio de maestro. Con ello el denominado Plan del Duque de Rivas (1836), y la ley de 1838 asigna a las Escuelas Normales el cometido de preparar futuros maestros. El término 'Normal' en este contexto provenía del Normalschule definido por el pedagógico austriaco Messner. Con ello la primera Escuela Normal de Maestros se crea en Madrid el 8 de marzo de 1839: Seminario Central de Maestros del Reino, siendo su primer director el pedagogo zamorano Pablo Montesino (con el apoyo político de Gil de Zárate). 
En 1841 se pone al frente de la primera Escuela Normal en Zamora Matías Tundidor, uno de los primeros exalumnos en Madrid del Seminario Central. Se ubica en las instalaciones del antiguo Hospital Sotelo. Por razones políticas se cierra en 1844 y se reabre en octubre de 1846. En esta segunda etapa concurren como aspirantes entre 11 y 15 maestros que posteriormente impartirán clases a lo largo de la provincia. Esta etapa dura hasta el año 1849 en el que se cierra de nuevo durante una década. La Ley General de Enseñanza promovida por Claudio Moyano en 1857 permite que haya una Escuela Normal en cada provincia, y una Central en Madrid. En 1859 la Normal zamorana reabre en una tercera etapa, y en 1863 es elevada a Normal Superior. Se crea en 1860 un edificio para las escuelas Normales femeninas, ubicado inicialmente en la sede del Sociedad Económica de Amigos del País. De esta forma, en el último tercio del siglo XIX las escuelas Normales zamoranas eran dos. Se realizan estudios para el acondicionamiento de una nueva sede que se encarga al arquitecto toledano Miguel Mathet y Coloma. Finalmente se decide ubicar el nuevo edificio en el local denominado Campo de Marte, en las cercanías de la Plaza de Toros. 

### Entrada en elsigloXX
Si durante las década 1860-70 las escuelas Normales zamoranas tuvieron presupuesto y apoyo institucional por parte de la Diputación Provincial, en el periodo 1870-90 por el contrario se encontraron abandonadas, escasas convocatorias a maestro, baja dotación. La situación se mantuvo en estado precario hasta la primera década del siglo XX. El Plan de 1914 reformó la enseñanza primaria y quitó la tradicional división Superior y Elemental. La Segunda República supuso un impulso respecto a la formación del profesorado, aumentando la retribución de los maestros. El ingreso se realizaba mediante un examen-oposición a un número limitado de vacantes. 
El 11 de diciembre de 1933 la Dirección General de Primera Enseñanza adjudica las obras para construir en Zamora un edificio para la nueva Normal. La Guerra Civil interrumpió las obras que no se reanudaron hasta 1948. Justo tras la guerra la guerra la escasez de profesores obliga a implementar el Plan Bachiller, de esta forma aquellos que acrediten seis cursos de Bachillerato así como su adhesión al Movimiento Nacional, se hacían maestros con sólo cursar unas clases en las escuelas Normales y pasar un examen. Los alumnos matriculados eran muy numerosos, y las condiciones del centro eran precarias debido a la masificación. El arquitecto encargado del diseño del nuevo edificio era inicialmente responsabilidad del arquitecto escolar Joaquín Muro Antón, siendo en el periodo de posguerra el arquitecto madrileño Antonio García Sánchez-Blanco. El nuevo edificio entra en servicio en 1950. Antonio García Blanco asegura partir con muy pocos planos procedentes de Joaquín. A día de hoy no queda clara la autoría del edificio.
En 1967 se produce una reforma del sistema educativo. El Plan de Magisterio de 1967 es una de las primeras reformas. Ya en los años ochenta las escuelas normales cambian de denominación por: Escuelas Universitarias de Formación del Profesorado de Educación General Básica, y el título de maestro se transforma en el de Diplomado universitario de E.G.B.